# Омура Сатосі
Омура Сатосі (яп. 大村智, 12 липня 1935) — японський біохімік, лауреат Нобелівської премії з фізіології або медицини 2015 року разом з Вільямом Кемпбеллом за відкриття у галузі лікування інфекційних хвороб, які спричинюють круглі черви, та Юю Ту, яка отримала її за відкриття, які стосуються лікування малярії.